# Norman Kroll
Norman Myles Kroll (* 6. April 1922 in Tulsa, Oklahoma; † 8. August 2004 in La Jolla) war ein US-amerikanischer theoretischer Physiker.
Kroll besuchte ab 1938 die Rice University in Houston und ab 1940 die Columbia University, wo er 1942 seinen Bachelor-Abschluss in Physik machte und 1948 bei Willis Lamb promovierte. Im Zweiten Weltkrieg war er ab 1943 in der Radarforschung (Magnetron-Theorie) in Columbia (wie auch Lamb, die Leitung hatte Isidor Isaac Rabi). 1948/49 war er am Institute for Advanced Study in Princeton (New Jersey), wo er mit Robert Karplus die Zwei-Schleifen-Beiträge für das anomale magnetische Moment des Elektrons in der Quantenelektrodynamik (QED) berechnete. Auch bei Lamb leistete er nach dem Krieg Pionierarbeit in der QED, unter anderem waren sie einige der ersten (mit Victor Weisskopf und seinem Studenten Bruce French), die die Lamb-Verschiebung relativistisch berechneten (nachdem Hans Bethe schon eine grobe, nicht-relativistisch berechnete Abschätzung gegeben hatte). Er wurde 1949 Assistant Professor an der Columbia University auf Einladung von Rabi, der zunächst Freeman Dyson haben wollte, der aber nach England zurück musste. 1962 wechselte er an die neu gegründete University of California, San Diego (UCSD). 1963 bis 1965 und 1983 bis 1988 war er dort Vorstand der Physik-Fakultät. 1991 emeritierte er, blieb aber weiter in der Forschung aktiv, zum Beispiel als Berater beim SLAC bis 2000, wo er an der Entwicklung der neuen Generation von Linearbeschleunigern beteiligt war. Er war unter anderem Gastwissenschaftler am CERN, dem Niels-Bohr-Institut in Kopenhagen (einige Monate 1955) und der Universität Rom.
Kroll beschäftigte sich neben QED mit Atomphysik, Teilchenbeschleuniger-Physik, Theorie Freier Elektronenlaser.
Er war Mitglied der National Academy of Sciences (1974) und der American Academy of Arts and Sciences sowie Fellow der American Physical Society.
Kroll war auch Mitglied der JASON Defense Advisory Group.
Er war verheiratet und hatte drei Töchter und einen Sohn.

## Verweise
1. ↑  Die Berechnung war noch in nicht kovarianter Form in der Art des damals viel benutzten Lehrbuchs von Walter Heitler. Die kovarianten quantenelektrodynamischen Formalismen wurden damals von Richard Feynman und Julian Schwinger entwickelt

| Personendaten    | Personendaten                            |
| ---------------- | ---------------------------------------- |
| NAME             | Kroll, Norman                            |
| ALTERNATIVNAMEN  | Kroll, Norman Myles (vollständiger Name) |
| KURZBESCHREIBUNG | US-amerikanischer Physiker               |
| GEBURTSDATUM     | 6. April 1922                            |
| GEBURTSORT       | Tulsa, Oklahoma                          |
| STERBEDATUM      | 8. August 2004                           |
| STERBEORT        | La Jolla                                 |